# Atemptat de Beirut del 12 de novembre de 2015
L'atemptat de Beirut del 12 de novembre de 2015 fou un atac realitzat per l'Estat Islàmic a Beirut, Líban. L'atemptat va ser realitzat en un feu del grup xiïta Hezbollah, i va esdevenir l'atac més important del grup armat islamista al Líban fins a la data. Es va saldar amb 43 morts i més de 230 ferits. L'atemptat es va dur a terme a través de la immolació de dos suïcides al barri de Bourj el-Barajneh.